# 南琉球諸語
南琉球諸語（みなみりゅうきゅうしょご）または南琉球語群（みなみりゅうきゅうごぐん）、先島語群（さきしまごぐん）は、沖縄県の先島諸島で話される諸言語の総称。日琉語族、琉球語派の下位区分として北琉球諸語と対をなす。宮古語、八重山語、与那国語から成る。これら各言語を方言とみなす立場からは、南琉球方言（みなみりゅうきゅうほうげん）または先島方言（さきしまほうげん）と言う。3言語とも危機に瀕する言語であり、このうち与那国語と八重山語は「重大な危機」、宮古語は「危険」とされている 。

## 分類
南琉球語群は北琉球語群と姉妹群を成し、日琉語族の琉球語派に含まれる。さらに下位言語が宮古語、八重山語、与那国語に分かれる。
- 日琉語族
  - 日本語
  - 琉球語派/琉球語
    - 北琉球語群/北琉球方言/奄美沖縄方言群
    - 南琉球語群/南琉球方言/先島方言群
      - 宮古語/宮古方言
      - 八重山語/八重山方言
      - 与那国語/与那国方言

## 文字体系
漢字、ひらがな、カタカナを用いるが、与那国方言では独自のカイダ文字が創作されている。